# Sistema honorífico jamaicano
O sistema honorífico jamaicano desenvolveu-se como entidade única em 1969, com a aprovação pelo Parlamento da Jamaica da "National Honours and Awards Act", e baseia-se grandemente no sistema honorífico britânico.
O governador-geral é o chanceler de cada ordem e as condecorações são por ele concedidas a partir de sugestão ou recomendação do primeiro-ministro da Jamaica. A monarca britânica não é, no entanto, a soberana dessas ordens, como ocorre com a Ordem do Canadá e a Ordem da Austrália. Em certo sentido, portanto, elas se assemelham às distinções atribuídas por determinadas províncias canadenses.
Conforme as regras de precedência, a maioria das honrarias jamaicanas permitem aos seus agraciados o direito à utilização de letras pós-nominais e algumas delas permitem a utilização de letras pré-nominais.

## Honrarias
As honrarias do sistema jamaicano são as seguintes, em ordem decrescente:
| Descrição | Barra                    | Comentário               |
| --- | ------------------------ | ------------------------ |
| Ordem do Herói Nacional é conferida a qualquer cidadão jamaicano que tenha prestado relevantes serviços ao país. Os membros da ordem podem utilizar o estilo pré-nominal "The Right Excellent" e o título pós-nominal de "Herói Nacional da Jamaica". |                          | Fita para uso ao pescoço |
| Ordem do Herói Nacional é conferida a qualquer cidadão jamaicano que tenha prestado relevantes serviços ao país. Os membros da ordem podem utilizar o estilo pré-nominal "The Right Excellent" e o título pós-nominal de "Herói Nacional da Jamaica". | Barra                    |                          |
| Ordem da Nação é a segunda mais alta condecoração jamaicana e foi instituída em 1973 a partir das regulações previstas na "National Honours and Awards Act". É frequentemente concedida ao governador-geral e às pessoas que já ocuparam o cargo de primeiro-ministro. Membros dessa ordem e seus cônjuges tem direito ao estilo pré-nominal de "O Mais Honorável" e o título pós-nominal "Ordem da Nação" ou "ON".    |                          | Fita para uso ao pescoço |
| Ordem da Nação é a segunda mais alta condecoração jamaicana e foi instituída em 1973 a partir das regulações previstas na "National Honours and Awards Act". É frequentemente concedida ao governador-geral e às pessoas que já ocuparam o cargo de primeiro-ministro. Membros dessa ordem e seus cônjuges tem direito ao estilo pré-nominal de "O Mais Honorável" e o título pós-nominal "Ordem da Nação" ou "ON".    | Barra                    |                          |
| Ordem de Excelência, criada em 2003, é a mais nova adição ao sistema honorário jamaicano. É conferida a chefes de Estado ou de Governo. Antes disso, esses dignatários eram condecorados com a Ordem do Mérito. |                          | Banda                    |
| Ordem do Mérito é, desde 2003, a quarta mais alta condecoração jamaicana e é concedida a qualquer cidadão jamaicano que tenha conquistado destaque internacional nos campos da ciência, artes, literatura e outros. Cidadãos de outras nacionalidades podem tornar-se membros honorários da ordem. Os agraciados tem direito ao estilo pré-nominal de "O Honorável" e ao título pós-nominal "Ordem do Mérito" ou "OM". |                          | Fita para uso ao pescoço |
| Ordem da Jamaica é a quinta ordem em precedência. É concedida a qualquer cidadão jamaicano de grande distinção. Como a Ordem do Mérito, existe também uma classe de membros honorários para estrangeiros. Membros dessa ordem tem consideração equivalente ao de cavaleiro britânico e tem direito ao estilo pré-nominal de "O Honorável" e ao título pós-nominal "Ordem da Jamaica" ou "OJ".                          |                          | Banda                    |
| Ordem da Jamaica é a quinta ordem em precedência. É concedida a qualquer cidadão jamaicano de grande distinção. Como a Ordem do Mérito, existe também uma classe de membros honorários para estrangeiros. Membros dessa ordem tem consideração equivalente ao de cavaleiro britânico e tem direito ao estilo pré-nominal de "O Honorável" e ao título pós-nominal "Ordem da Jamaica" ou "OJ".                          | Fita para uso ao pescoço |                          |
| Ordem de Distinção é a sexta ordem em precedência e é equivalente à Ordem do Império Britânico, com dois graus: Comandante e Oficial. Cidadãos estrangeiros podem ser condecorados como membros honorários em qualquer grau. |                          | Barra                    |

## Distinções
| Descrição | Barra |
| --- | ----- |
| Medalha de Reconhecimento do Primeiro-ministro criada em 1983 como parte das comemorações pelo 21º aniversário da independência política da Jamaica, é uma distinção concedida pelo primeiro-ministro em reconhecimento por serviços prestados à nação ou a cidadãos jamaicanos que se destacaram em realizações pessoais fora da Jamaica. |       |
| Divisa de Honra concedida pelo primeiro-ministro em reconhecimento aos serviços prestados por civis residentes no país ou a estrangeiros que trabalham nas missões diplomáticas e consulares da Jamaica no exterior. Não faz parte do sistema honorífico jamaicano.                                                                        |       |
| Medalha de Honra é concedida em duas categorias a oficiais e outros membros das forças armadas por atos de heroísmo e bravura. |       |